# Alberto Monteagudo
Alberto Jiménez Monteagudo (Valdeganga, 27 settembre 1974) è un allenatore di calcio ed ex calciatore spagnolo, di ruolo centrocampista.